# Groundhog Day Blizzard 2011
Der Groundhog Day Blizzard 2011 war ein ausgedehnter Wintersturm, der zwischen dem 31. Januar und dem 2. Februar 2011 die Vereinigten Staaten und Kanada mit ausgiebigen Schneefällen überzog und in mehreren US-Bundesstaaten und kanadischen Provinzen für ein Verkehrschaos sorgte. Er ist nach dem am 2. Februar gefeierten Groundhog Day benannt worden. Im Anfangsstadium des Sturmes gingen die Meteorologen davon aus, dass mehr als 100 Millionen Bewohner in den USA und Kanada von den Auswirkungen des Blizzards betroffen sein würden. Der Sturm brachte Kaltluft, Schneetreiben und Schneeregen in ein Gebiet, das von New Mexico und dem Norden von Texas bis nach Neuengland und den Osten Kanadas reichte. Blizzardbedingungen wurden in vielen Großstädten entlang der Zugbahn des Blizzards beobachtet, darunter sind Tulsa, Oklahoma City, Kansas City, St. Louis, Springfield, Ill., Chicago, Des Moines, Milwaukee, Detroit, New York City und Boston.
Vor der Warmfront des Sturmes sorgte Eisregen in einem großen Teil des Mittleren Westens und in Neuengland für Gefahr; in manchen Gebieten akkumulierten sich mehr als 25 mm Eis. Vielerorts fiel die Stromversorgung aus, Flüge wurden gestrichen und Flughäfen geschlossen. Schulbusverbindungen wurden eingestellt und örtlich fiel der Schulunterricht aus. In Texas wurden außerdem mehrere Tornadoereignisse gemeldet, die der Kaltfront in dem warmen Bereich des Sturmes vorausliefen. In manchen Gebieten sorgten zusätzlich Wintergewitter für zusätzliche Schneefälle.

## Meteorologischer Überblick

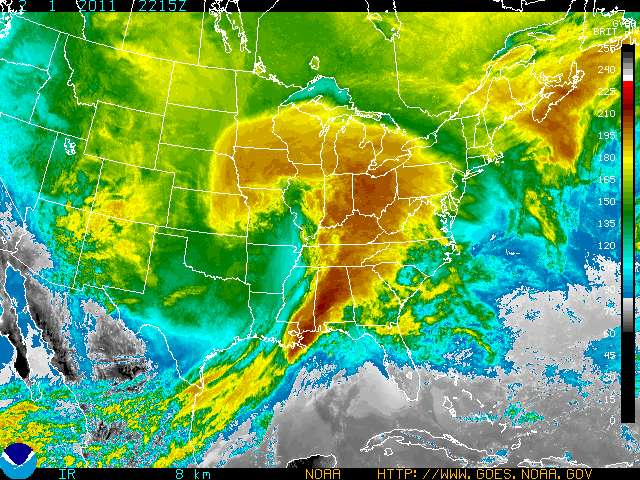
Farblich erweiterte GOES-13-Aufnahme der NOAA vom 1. Februar

Ende Januar driftete ein Alberta Clipper mit kalter Luft aus dem Polarwirbel über die Dakotastaaten, dem ein ausgedehntes arktisches Hochdruckgebiet mit einem maximalen Luftdruck von mehr als 1050 hPa folgte und über Montana hinwegzog. Ein Tiefdruckgebiet aus dem Pazifischen Ozean zog aus dem nordwestlich überquerte später die Rocky Mountains, vereinigte sich mit dem Alberta Clipper und ein sich entwickelndes Texas Low saugte feuchte Luftmassen aus dem nordwestlichen Golf von Mexiko. Der Sturm intensivierte sich schließlich und entwickelte eine lange Warmfront, die bis in die Neuenglandstaaten reichte und bewegte sich entlang dieses nach Nordosten.
Durch nordöstliche Winde bildete sich am Ontariosee und am Michigansee verbreitet Lake effect snow. Aufgrund des vorherrschenden Luftströmungsmusters entwickelte der Sturm eine sehr hohe Vorwärtsgeschwindigkeit und zog in Richtung der Großen Seen. Die stärksten Schneefälle traten in einem breiten Streifen vom Zentrum Oklahomas bis nach Illinois, Indiana und das Ohio Valley auf. Im südlichen Ontaria wurde das erste Mal seit 1993 eine amtliche Blizzardwarnung bekanntgegeben.